# رودني هاريسون
رودني هاريسون (بالإنجليزية: Rodney Harrison)‏ (و. 1972  م) هو لاعب كرة قدم أمريكية، من الولايات المتحدة، ولد في ماركهام، يلعب كمُؤمن ‏.

## التعليم
تعلم في Marian Catholic High School (Illinois) ‏.

## وصلات خارجية
- رودني هاريسون على موقع كلية كرة السلة في سبورتس رفرنس.كوم (الإنجليزية)
- رودني هاريسون على موقع مرجع كرة القدم المحترفة.كوم (الإنجليزية)

- رودني هاريسون على موقع IMDb (الإنجليزية)
- رودني هاريسون على موقع إن إن دي بي (الإنجليزية)
- رودني هاريسون على موقع قاعدة بيانات الفيلم (الإنجليزية)